# 第33回カンヌ国際映画祭
第33回カンヌ国際映画祭（だい33かいカンヌこくさいえいがさい）は、1980年5月9日から22日にかけて開催された。

## 受賞結果
- パルム・ドール：『オール・ザット・ジャズ』（ボブ・フォッシー）、『影武者』（黒澤明）
- 審査員特別グランプリ：『アメリカの伯父さん』（アラン・レネ）
- 審査員賞：『コンスタンス』（クシシュトフ・ザヌーシ）
- 男優賞：ミシェル・ピコリ （『Salto Nel Vuoto』）
- 女優賞：アヌーク・エーメ （『Salto Nel Vuoto』）
- 脚本賞：エットーレ・スコラ、 フリオ・スカルペッリ、アジェノーレ・インク ロッチ（『La Terrazza 』）
- 助演男優賞：ジャック・トンプソン（ 『英雄モラント/傷だらけの戦士』)
- 助演女優賞：カルラ・グラビーナ（『La Terrazza 』）
- カメラ・ドール：ジャン＝ピエール・ドニ（『Histoire d'Adrien』）

## 審査員

### コンペティション部門
- 審査委員長 
  - カーク・ダグラス （アメリカ/俳優）
- 審査員
  - アルビナ・ドゥ・ボワールヴレイ (フランス/プロデューサー)
  - アンドレ・デルヴォー (ベルギー/監督)
  - ヴェリコ・ブライーチ (ユーゴスラヴィア/監督)
  - マイケル・スペンサー (カナダ/監督)
  - レスリー・キャロン (フランス/女優)
  - ケン・アダム (イギリス/セットデザイナー)
  - チャールズ・シャンプリン (アメリカ/ジャーナリスト)
  - ジャン・ルイージ・ロンディ (イタリア/ジャーナリスト)
  - ロベルト・ベナユン (フランス/ジャーナリスト)

## 上映作品

### コンペティション部門
アルファベット順。邦題がない場合は原題の下に英題。
| 題名 原題                                  | 監督                       | 製作国                                  |
| ------------------------------------------ | -------------------------- | --------------------------------------- |
| オール・ザット・ジャズ All That Jazz       | ボブ・フォッシー           | アメリカ合衆国                          |
| 英雄モラント/傷だらけの戦士 Breaker Morant | ブルース・ベレスフォード   | オーストラリア                          |
| チャンス Being There                       | ハル・アシュビー           | アメリカ合衆国                          |
| バイバイ・ブラジル Bye Bye Brasil          | カルロス・ディエギス       | ブラジル フランス アルゼンチン          |
| コンスタンス Constans                      | クシシュトフ・ザヌーシ     | ポーランド                              |
| La dedicatoria (Dedicated to...)           | ハイメ・チャバリ           | スペイン フランス                       |
| Ek Din Pratidin (One Day Like Another)     | ムリナール・セーン         | インド                                  |
| Fantastica                                 | ジル・カル                 | カナダ フランス                         |
| Jaguar                                     | リノ・ブロッカ             | フィリピン                              |
| 影武者                                     | 黒澤明                     | 日本                                    |
| Kaltgestellt (Put on Ice)                  | ベルンハルト・ジンケル     | 西ドイツ                                |
| La Terrazza (The Terrace)                  | エットーレ・スコラ         | イタリア フランス                       |
| Le chaînon manquant (The Missing Link)     | Picha                      | フランス ベルギー                       |
| Loulou                                     | モーリス・ピアラ           | フランス                                |
| アメリカの伯父さん Mon oncle d'Amérique    | アラン・レネ               | フランス                                |
| アウト・オブ・ブルー Out of the Blue       | デニス・ホッパー           | カナダ                                  |
| Посебан третман Special Treatment          | ゴラン・バスカリェーヴィチ | ユーゴスラビア                          |
| Salto nel vuoto (A Leap in the Dark)       | マルコ・ベロッキオ         | イタリア フランス 西ドイツ              |
| 勝手に逃げろ/人生 Sauve qui peut (la vie)  | ジャン＝リュック・ゴダール | フランス スイス · 西ドイツ オーストリア |
| 最前線物語 The Big Red One                 | サミュエル・フラー         | アメリカ合衆国                          |
| ロング・ライダーズ The Long Riders         | ウォルター・ヒル           | アメリカ合衆国                          |
| Une semaine de vacances (A Week's Holiday) | ベルトラン・タヴェルニエ   | フランス                                |
| ふたりの女、ひとつの宿命 The Heiresses     | マールタ・メーサーロシュ   | ハンガリー フランス                     |

### ある視点部門
| 題名 原題                                         | 監督 | 製作国           |
| ------------------------------------------------- | --- | ---------------- |
| Causa králík                                      | ヤロミール・イレッシュ                                                                                          | チェコスロバキア |
| Csontvary                                         | ゾルターン・フサーリク                                                                                          | ハンガリー       |
| Дани од снова (Dani Od Snova) (Days of Dreams)    | Vlatko Gilic | ユーゴスラビア   |
| Der Kandidat (The Candidate)                      | ステファン・アウスト アレクサンダー・クルーゲ フォルカー・シュレンドルフ アレクサンダー・フォン・エシュウェーゲ | 西ドイツ         |
| Der Willi-Busch-Report (The Willi Busch Report)   | ニコラウス・シリング                                                                                            | 西ドイツ         |
| Kristoffers Hus (Christopher's House)             | ラース・フォシュベリ                                                                                            | スウェーデン     |
| La Femme enfant                                   | ラファエル・ビエドゥー                                                                                          | フランス         |
| Maledetti VI Amero (To Love the Damned)           | マルコ・トゥリオ・ジョルダー                                                                                    | イタリア         |
| Portrait d'un homme 'à 60% parfait': Billy Wilder | アニー・トレスゴ                                                                                                | フランス         |
| Sitting Ducks                                     | ヘンリー・ジャグロム                                                                                            | アメリカ合衆国   |
| Tcherike-ye Tara (Ballad of Tara)                 | バーラム・ベイザイ                                                                                              | イラン           |
| ゲームキーパー The GameKeeper                     | ケン・ローチ | イギリス         |
| Wege in der Nacht                                 | クシシュトフ・ザヌーシ                                                                                          | 西ドイツ         |

### 特別招待作品
- 女の都 – フェデリコ・フェリーニ (イタリア・フランス)
- ストーカー – アンドレイ・タルコフスキー (ソ連)
- ナージャと竜王 – 王樹枕、厳定憲、徐景達 (中国)
- ニックス・ムービー/水上の稲妻 – ヴィム・ヴェンダース、ニコラス・レイ (西ドイツ)
- ブレイキング・グラス – ブライアン・ギブソン (イギリス)
- Le Risque de vivre – ジェラルド・カルデロン (フランス)
- Sono fotogenico – ディーノ・リージ (イタリア・フランス)
- Supertoto – エミリオ・ラヴェル、ブランド・ディオジニ (イタリア)
- Téléphone public – ジャン＝マリー・ペリエ (フランス)